# Бурчацк (станция)
Бурчацк (укр. Бурчацьк) — грузопассажирская железнодорожная станция Запорожской дирекции Приднепровской железной дороги.

## Описание
Расположена в селе Бурчак Михайловского района Запорожской области между станциями Таврическ (10 км) и Пришиб (11 км).

## История
Открыта в 1895 году.
В 1969 году станция была электрифицирована постоянным током (3 кВ).